# 吕仓
吕仓（?—?），战国人，东周国相。
《战国策》记载周文君免工师藉的卿士，以吕仓为相。国内百姓不满，文君不高兴。吕仓介绍门客见周文君。工师藉怕门客诋毁自己，劝周文君不要见。门客对周文君说：忠臣应该让诽谤在已，赞誉在君。宋平公没有为自己承担诽谤的大臣，司城子罕和管仲为君主承担诽谤。春秋弑君的大臣，开始都是得到下面赞誉的，所以臣下被批评不是坏事。周君遂不免吕仓之相。。